# У Шаобінь
У Шаобін (кит. трад. 吴少斌; нар. 4 лютого 1969) – китайський шахіст і шаховий тренер, представник Сінгапуру від 1999 року, гросмейстер від 1998 року.

## Шахова кар'єра
1991 року здобув у Пенангу золоту медаль командного чемпіонату Азії, а в 1994 році в складі збірної Китаю взяв участь у шаховій олімпіаді, яка відбулась у Москві. Ще тричі на шахових олімпіадах виступав за збірну Сінгапуру, у 2000, 2002 і 2004 роках (кожного разу на 1-й шахівниці). Також двічі був учасником командного чемпіонату Азії (1999, 2009 – також на 1-й шахівниці збірної Сінгапуру).
Досягнув кількох успіхів на міжнародних турнірах, зокрема посів 1-ше місце в Сінгапурі (1997), двічі посів 1-ше місце в Гонконзі (1999, 2002), 3-тє місце в Пекіні (2001, позаду Чжана Пенсяна і Лі Шилуна), поділив 4-те місце в Хошиміні (2003, зональний турнір, позаду Рональда Даблео, Марка Парагуа і Рохеліо Антоніо, разом з Еугеніо Торре і Буенавентурою Вільямайором), 3-тє місце у Бангкоку (2005, позаду Еугеніо Торре і Яна Роджерса), поділив 4-те місце в Куала-Лумпурі (2005, зональний турнір, позаду Марка Парагуа, Утута Адіанто і Еугеніо Торре, разом із зокрема, Вон Мен Куном) і поділив 4-те місце на турнірі Singapore Masters (2007, позаду Зураба Азмайпарашвілі, Чжана Чжуна і Сандіпана Чанди, разом із, зокрема, Сусанто Мегаранто і Дао Тх'єн Хаєм). Крім того, від 2003 до 2005 року, двічі ставав чемпіоном Сінгапуру.
Значних успіхів також досягнув як тренер. Був, зокрема, головним тренером своєї дружини, чемпіонки світу Се Цзюнь, а також національних юніорських збірних Китаю і Сінгапуру.
Найвищий рейтинг Ело в кар'єрі мав станом на 1 січня 2003 року, досягнувши 2545 очок займав тоді 1-ше місце серед сінгапурських шахістів.

## Зміни рейтингу
| На цьому місці має відображатися графік чи діаграма, однак з технічних причин його відображення наразі вимкнено. Будь ласка, не видаляйте код, який викликає це повідомлення. Розробники вже працюють для того, щоби відновити штатне функціонування цього графіка або діаграми. | |
| | На цьому місці має відображатися графік чи діаграма, однак з технічних причин його відображення наразі вимкнено. Будь ласка, не видаляйте код, який викликає це повідомлення. Розробники вже працюють для того, щоби відновити штатне функціонування цього графіка або діаграми. |